# Безанж-ла-Гранд
Беза́нж-ла-Гранд (фр. Bezange-la-Grande) — коммуна во французском департаменте Мёрт и Мозель региона Лотарингия. Относится к  кантону Арракур.

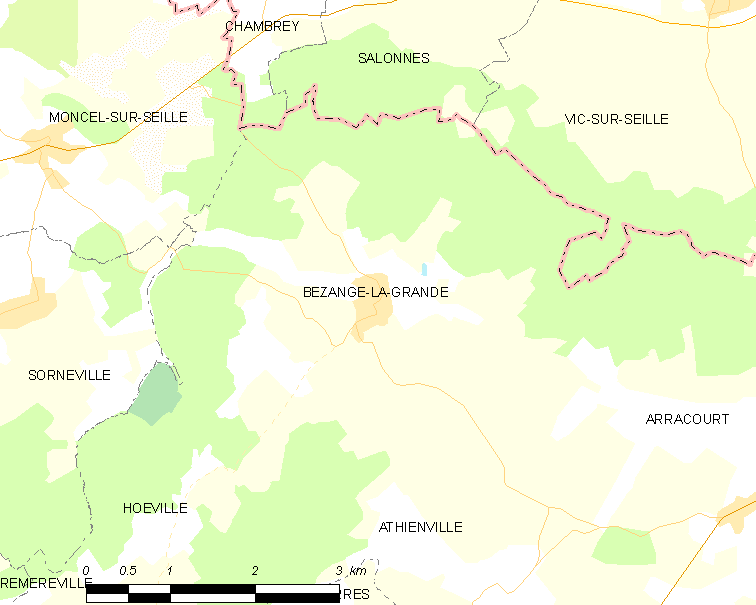
Карта окрестностей Безанж-ла-Гранд.

## География
Безанж-ла-Гранд расположен в 23 км к востоку от Нанси. Соседние коммуны: Арракур на юго-востоке, Атьянвиль на юге, Сорневиль на западе, Монсель-сюр-Сей на северо-западе.

## История
- Территория коммуны была заселена с древних времён (V-IX века) и связана с лесом Безанж и рудником Villa Besangia.
- В 1870—1914 годах был приграничной с Германией коммуной.

## Демография
Население коммуны на 2010 год составляло 169 человек.
| 1962 | 1968 | 1975 | 1982 | 1990 | 1999 | 2010 |
| ---- | ---- | ---- | ---- | ---- | ---- | ---- |
| 186  | 192  | 203  | 202  | 202  | 182  | 169  |